# キルシェンバウム
キルシェンバウム（Kirshenbaum）またはASCII IPA（アスキーアイピーエー）は、国際音声記号（IPA）を元に作られた ASCII 文字のみで表現された音声記号である。国際音声記号には特殊な文字が多く、そのままではコンピュータ上で扱うことが困難なので、ASCIIの7ビット文字のみで国際音声記号を表現する手段として考案された。類似の音声記号体形にSAMPA及びそれを改訂したX-SAMPAがある。
キルシェンバウムの名は、この方式の作成を主導したエヴァン・キルシェンバウムの名に基づく。元来、Usenet、特に sci.lang と alt.usage.english の両ニュースグループにおいて音声記号を表現する必要に迫られたことから作られた。

## 特徴
キルシェンバウムでは、まず音を弁別素性に分析し、各素性に3文字の略称を与える。たとえば「rnd」で円唇性を、「blb」で両唇音を表す。ひとつの音を素性の束として表すには、複数の素性をコンマで区切って波括弧 {……} で囲む。
よく使う音は、IPAと同様に字母的な記号を与える。たとえば、「b」は有声両唇破裂音であるから、「{blb,vcd,stp}」と書いたのと同じことになる。
字母的記号のうしろに弁別素性を不等号 <……> で囲んで置くことができる。これによって記号の数を減らすことが可能になっている。たとえば有声咽頭摩擦音[ʕ]は、無声咽頭摩擦音[ħ]を表す記号「H」と有声を表す素性「vcd」を使って「H<vcd>」と表される。
アルファベットの小文字は基本的にIPAと同じ音を表す。ただし、英語の音声の記述が簡単になることを重視している関係上、「r」はIPAの[ɹ]（歯茎接近音）を表し、[r]（歯茎ふるえ音）は「r<trl>」と書く。仕様書によれば、英語以外を主に使うニュースグループでは対応関係を変えてもよいとしている。ASCIIにない字は大文字やアルファベット以外の文字を使って表現する。
弁別素性以外にも、IPAでは使わないいくつかの記号を文字に後置することができる。
- 終止符 . は子音のうしろでそり舌音を、母音のうしろで円唇母音を表す。
- 引用符 " は子音のうしろで口蓋垂音を、母音のうしろで中舌母音を表す。
- ハイフンマイナス - は非円唇母音を表す。
- サーカムフレックス ^ は硬口蓋音を表す。
- グレイヴ・アクセント ` は無声子音のうしろで放出音を、有声子音のうしろで入破音を表す。
- 感嘆符 ! は吸着音を表す。

## 一覧
仕様書の附属書D、Eに従う。

### 子音
同一欄に2文字を含む場合、左が無声(vls)、右が有声(vcd)を表す。
|                      | 両唇音 (blb) | 唇歯音 (lbd) | 歯音 (dnt) | 歯茎音 (alv)  | 後部歯茎音 (pla) | そり舌音 (rfx) | 硬口蓋音 (pal) | 軟口蓋音 (vel) | 口蓋垂音 (uvl) | 咽頭音 (phr) | 声門音 (glt) |
| -------------------- | ------------ | ------------ | ---------- | ------------- | ---------------- | -------------- | -------------- | -------------- | -------------- | ------------ | ------------ |
| 破裂音(stp)          | p b          |              | t[ d[      | t d           |                  | t. d.          | c J            | k g            | q G            |              | ?            |
| 鼻音(nas)            | m            | M            | n[         | n             |                  | n.             | n^             | N              | n"             |              |              |
| ふるえ音(trl)        | b<trl>       |              |            | r<trl>        |                  |                |                |                | r"             |              |              |
| はじき音(flp)        |              |              |            | *             |                  | *.             |                |                |                |              |              |
| 摩擦音(frc)          | P B          | f v          | T D        | s z           | S Z              | s. z.          | C C<vcd>       | x Q            | X g"           | H H<vcd>     | h h<?>       |
| 側面摩擦音 (lat frc) |              |              |            | s<lat> z<lat> |                  |                |                |                |                |              |              |
| 接近音(apr)          |              | r<lbd>       | r[         | r             |                  | r.             | j              | j<vel>         |                |              |              |
| 側面音(lat apr)      |              |              | l[         | l             |                  | l.             | l^             | L              |                |              |              |

- 喉頭蓋音の記号は存在しない。
- 放出音(ejc)・入破音(imp)は ` を後続させる。吸着音(clk)は ! を後続させるが、IPAと1対1に対応していない。
- L は軟口蓋歯茎側面接近音[ɫ]、軟口蓋側面接近音[ʟ]、無声歯茎側面摩擦音[ɬ]の3種類を兼用する（[ɫ]と[ʟ]を同音であるかのように扱っているが、異なる音である）。ただし[ɬ]のためには別に s<lat> が存在する。
- 両唇軟口蓋音のための素性 lbv があり、t<lbv> ([k͡p])、d<lbv>([g͡b])、n<lbv>([ŋ͡m])のように表す。
- w は有声両唇軟口蓋接近音[w]だが、摩擦音を兼用するとある。無声の[ʍ]は「w<vls>」とする。
- 有声両唇硬口蓋接近音[ɥ]は j<rnd> と表す。
- 歯茎側面はじき音[ɺ]は *<lat> と表す。
- 歯茎硬口蓋音[ɕ ʑ] のための記号は存在しないが、口蓋化した後部歯茎摩擦音と考えれば S; Z; と表される。

### 母音
同一欄に2文字を含む場合、左が非円唇(unr)、右が円唇(rnd)を表す。
|               | 前舌母音 (fnt) | 中舌母音 (cnt) | 後舌母音 (bck) |
| ------------- | -------------- | -------------- | -------------- |
| 狭母音(hgh)   | i y            | i" u"          | u- u           |
| やや狭(smh)   | I I.           |                | U              |
| 半狭母音(umd) | e Y            | @<umd>         | o- o           |
| 中央母音(mid) |                | @ @.           |                |
| 半広母音(lmd) | E W            | V" O"          | V O            |
| 広母音(low)   | & &.           | a a.           | A A.           |

- [ɐ]にあたる文字が定義されていない。
- RはR音性母音[ɚ]を表す。

### その他の記号
算用数字は声調を表すために使う。各言語で伝統的に決まっている数字を使用する（たとえば北京語では1から4までの数字を使う）。
弁別素性を表す記号は不等号で囲むが、字母的記号と紛れる心配のないものは不等号を省略できる。以下の表では省略した形で載せる。
| 記号 | 素性略号 | 意味                 | 備考                               |
| ---- | -------- | -------------------- | ---------------------------------- |
| '    |          | 第一強勢             |                                    |
| ,    |          | 第二強勢             |                                    |
| #    |          | 音節または単語の境界 |                                    |
| :    | lng      | 長                   | 半長・極短の記号は定義されていない |
| <o>  | vls      | 無声音               | 有声音に後続したとき               |
| <h>  | asp      | 帯気音               |                                    |
| -    | syl      | 音節主音             | 子音に後続したとき                 |
| <r>  | rzd      | R音化                |                                    |
| <?>  | mrm      | 息もれ声             |                                    |
| <w>  | lzd      | 唇音化               |                                    |
| ;    | pzd      | 口蓋化               |                                    |
| ~    | vzd      | 軟口蓋化             | 子音に後続したとき                 |
| <H>  | fzd      | 咽頭化               |                                    |
| [    | dnt      | 歯音                 |                                    |
| ~    | nzd      | 鼻音化               | 母音に後続したとき                 |
| <o>  | unx      | 開放なし             | 無声音に後続したとき               |

キルシェンバウムには1989年に国際音声記号に加えられた多数の変更が反映されていない。息もれ声の素性はあるが、きしみ声の素性がないなど。